# Jeff Turner
Jeffrey Steven Turner (nacido el 9 de abril de 1962 en Bangor, Maine) es un exjugador de baloncesto de Estados Unidos de 207 cm. Jugó como ala-pívot para la Universidad de Vanderbilt, siendo seleccionado por los New Jersey Nets como elección N.º 17  en el Draft de la NBA de 1984.
Turner jugó durante 10 temporadas en la NBA (1984–1987; 1989–1996), jugando con los Nets así como con los Orlando Magic. Terminó su carrera en la NBA anotando 3,697 puntos.